# George Jung
George Jung (6. srpna 1942 – 5. května 2021), přezdívaný Boston George, byl americký pašerák a dealer drog. V 70. letech a 80. letech 20. století patřil k hlavním aktérům obchodu s kokainem ve Spojených státech. Jako mladý a nezkušený člověk přijel s několika přáteli do Kalifornie zbohatnout prodáváním drog. Začal u marihuany, po které byla mezi obyvateli Kalifornie velká poptávka, a pokračoval ke kokainu a tvrdším drogám. Jung patřil k Medellínskému kartelu, který dodával až 85 procent kokainu pašovaného do USA. Po nesčetných zatčeních a následných únicích spravedlnosti byl odsouzen na 60 let vězení. Na svobodu byl propuštěn po 20 letech 3. června 2014.

## Film o George Jungovi
V roce 2001 natočil Ted Demme o George Jungovi životopisný film Kokain. Junga v něm ztvárnil Johnny Depp, který Junga před natáčením osobně navštívil ve vězení. Jungova dcera Kristina Sunshine Jungová, která hrála ve filmu i v Jungově reálném životě důležitou roli, ho ve vězení navštívila poprvé až rok po uvedení filmu.